# Искагинтамак
Искагинтамак (Истыгантамак) — река в России, протекает в Шарлыкском районе Оренбургской области. Устье реки находится в 14 км по правому берегу реки Неть. Длина реки составляет 12 км.
Название реки происходит от татарского «тамак» (устье) и, возможно, «истыган» — предположительно до фонетических изменений на русский лад, это «эссеган» — нагретый.

## Данные водного реестра
По данным государственного водного реестра России относится к Уральскому бассейновому округу, водохозяйственный участок реки — Сакмара от впадения реки Большой Ик и до устья. Речной бассейн реки — Урал (российская часть бассейна).
Код объекта в государственном водном реестре — 12010000712112200006688.